# Haalderen

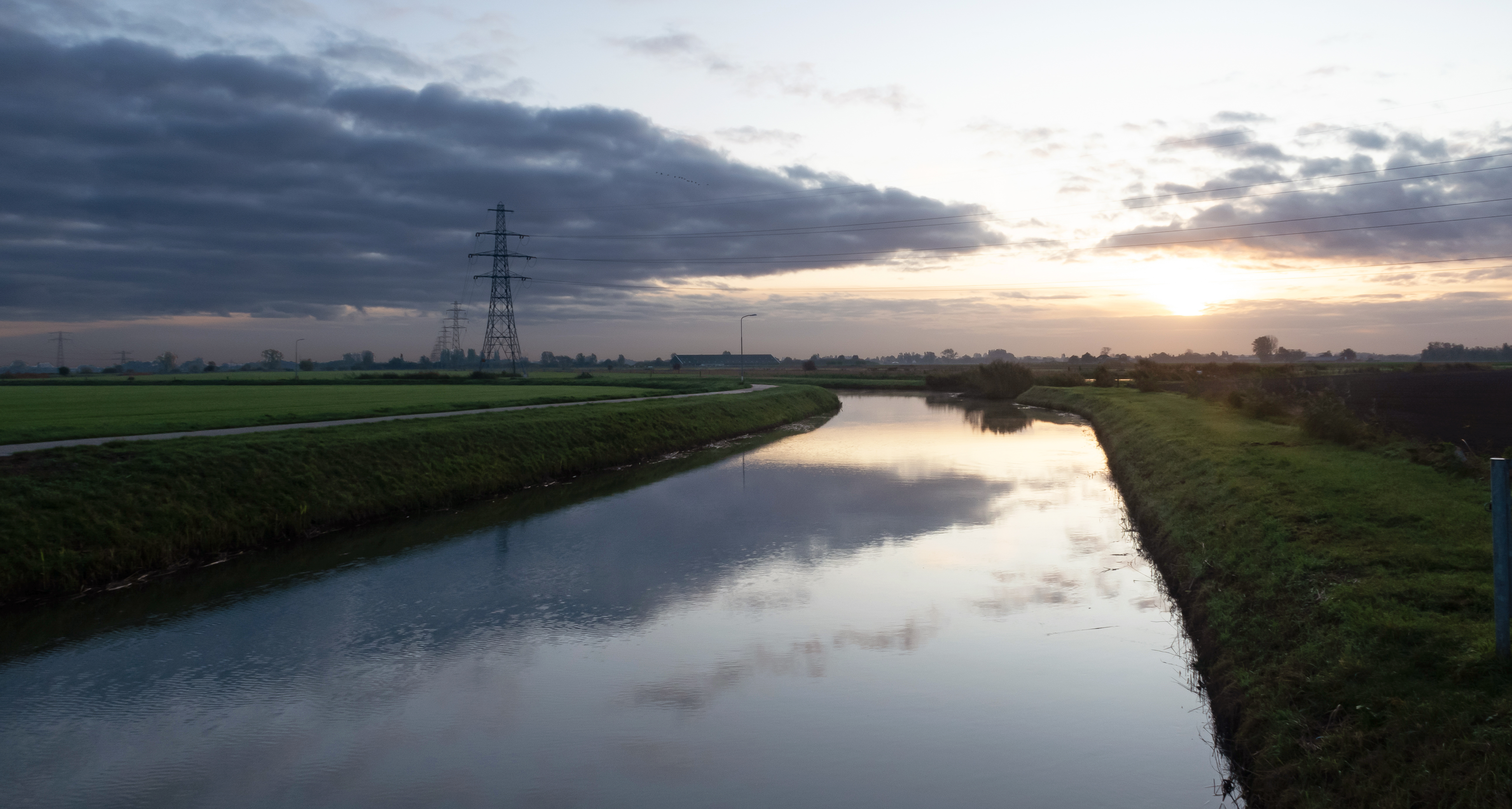
La Linge près de Haalderen

Haalderen est un village situé dans la commune néerlandaise de Lingewaard, dans la province de Gueldre. Le 1er janvier 2009, le village comptait 1 958 habitants.